# Prionolabis oregonensis
Prionolabis oregonensis là một loài ruồi trong họ Limoniidae. Chúng phân bố ở miền Tân bắc.